# Framspänningsfall
Framspänningsfall är den spänning som behövs för att en diod ska börja leda ström. Germaniumdioder och Schottkydioder har lägre framspänningsfall (typiskt 0,3 V) än en sedvanlig Kiseldiod (typiskt 0,7 V).